# Вітек Микита Юрійович
Микита Юрійович Вітек (12 серпня 1988, Гаспра, Крим) — український військовослужбовець, полковник, командир 36-ї окремої бригади морської піхоти.

## Життєпис
Микита Вітек народився у селищі Гаспра, що розташоване поблизу Ялти, Крим.
Після закінчення військового ліцею у місті Алушта у 2005 році вступив до Сумського інституту ракетних військ та артилерії. Перша офіцерська посада — командир мінометного взводу в гірсько-піхотному батальйоні бригади берегової оборони, що дислокувалася у Перевальному.
У 2014 році після російської окупації Криму вийшов на підконтрольну Україні територію. Продовжив службу у Миколаєві командиром роти вогневої підтримки десантно-штурмового батальйону 36-ї бригади морської піхоти.
У 2017 році обійняв посаду викладача Одеської Військової академії.
4 квітня 2024 очолив 36 ОБрМП.

## Нагороди
- орден Данила Галицького (2023) — за особисту мужність і самовіддані дії, виявлені у захисті державного суверенітету та територіальної цілісності України, вірність військовій присязі.[3]
- орден Богдана Хмельницького III ступеня (2024) — за особисту мужність, виявлену у захисті державного суверенітету та територіальної цілісності України, самовіддане виконання військового обов'язку.[4]